# Gueorgui Kyrnats
Gueorgui Valérievich Kyrnats (en ruso: Георгий Валерьевич Кырнац; Moscú, Central, Rusia, 22 de junio de 1998) es un futbolista ruso. Juega de portero.

## Trayectoria
Kyrnats fue incluido en el primer equipo del CSKA Moscú en febrero de 2015 a la edad de 16 años. Debutó profesionalmente en la fase de grupos de la Liga de Campeones de la UEFA 2018-19 el 2 de octubre de 2018 ante el Real Madrid, cuando entró a la cancha luego de que el portero titular, Ígor Akinféyev, fuera expulsado.
El 22 de agosto de 2019 abandonó el conjunto moscovita tras fichar por el FC SKA-Jabarovsk. Dejó el club a finales del 2021.
En septiembre de 2022, el portero anunció que suspendería su carrera como profesional.

## Estadísticas
Actualizado al último partido disputado el 2 de octubre de 2018.
| CSKA Moscú · Rusia                        | 1.ª           | 2018-19       | 0 | 0 | 0 | 0 | 1 | 0 | 1 | 0 |
| CSKA Moscú · Rusia                        | 1.ª           | 2019-20       | 0 | 0 | - | - | - | - | 0 | 0 |
| CSKA Moscú · Rusia                        | Total club    | Total club    | 0 | 0 | 0 | 0 | 1 | 0 | 1 | 0 |
| FC SKA-Jabarovsk · Rusia                  | 2.ª           | 2019-20       | 0 | 0 | 0 | 0 | - | - | 0 | 0 |
| FC SKA-Jabarovsk · Rusia                  | Total club    | Total club    | 0 | 0 | 0 | 0 | 0 | 0 | 0 | 0 |
| Total carrera                             | Total carrera | Total carrera | 0 | 0 | 0 | 0 | 1 | 0 | 1 | 0 |
| (1) Incluye Liga de Campeones de la UEFA. |               |               |   |   |   |   |   |   |   |   |